# Landtag des Fürstentums Liechtenstein

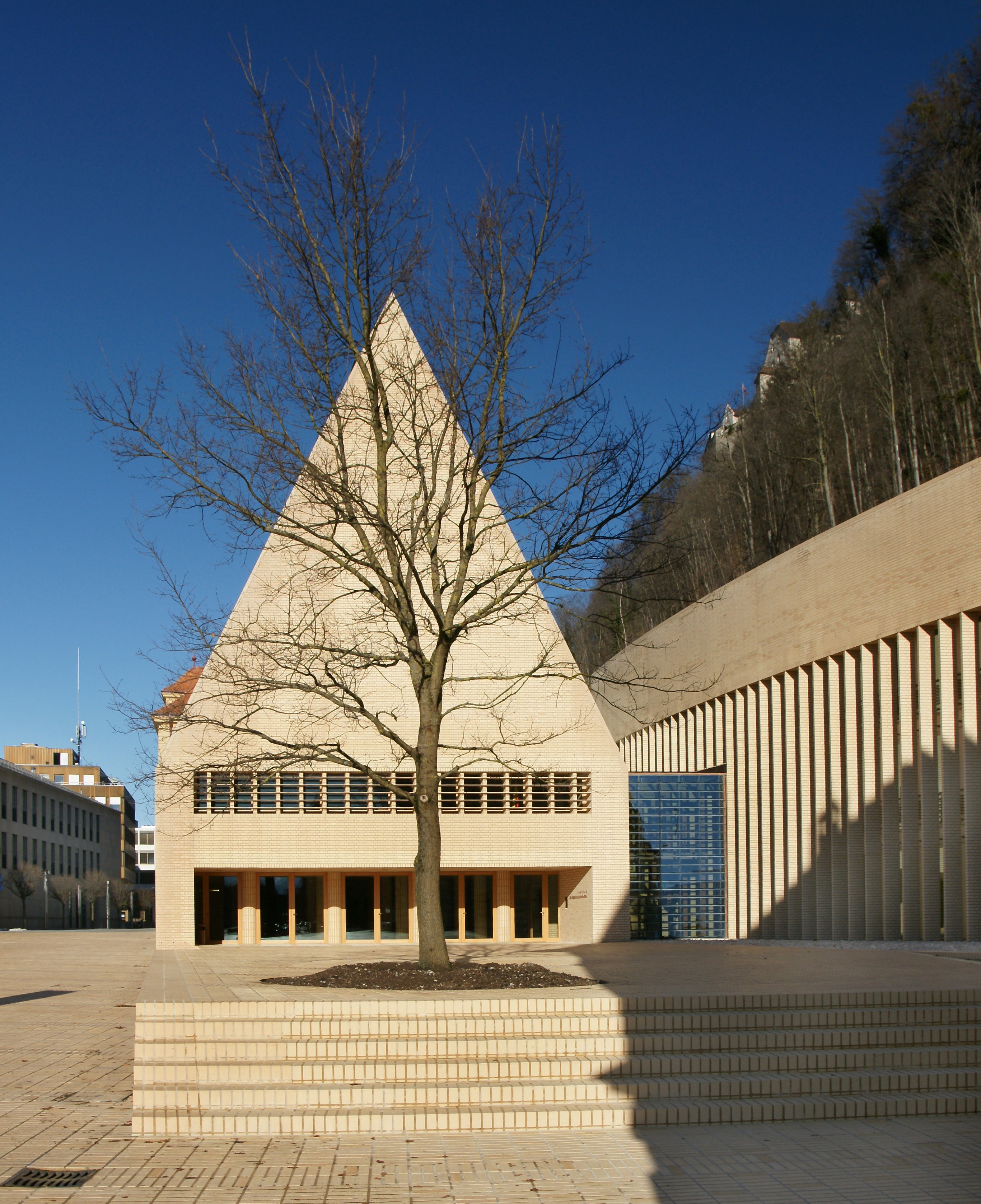
Das Hohe Haus (Landtagsgebäude)

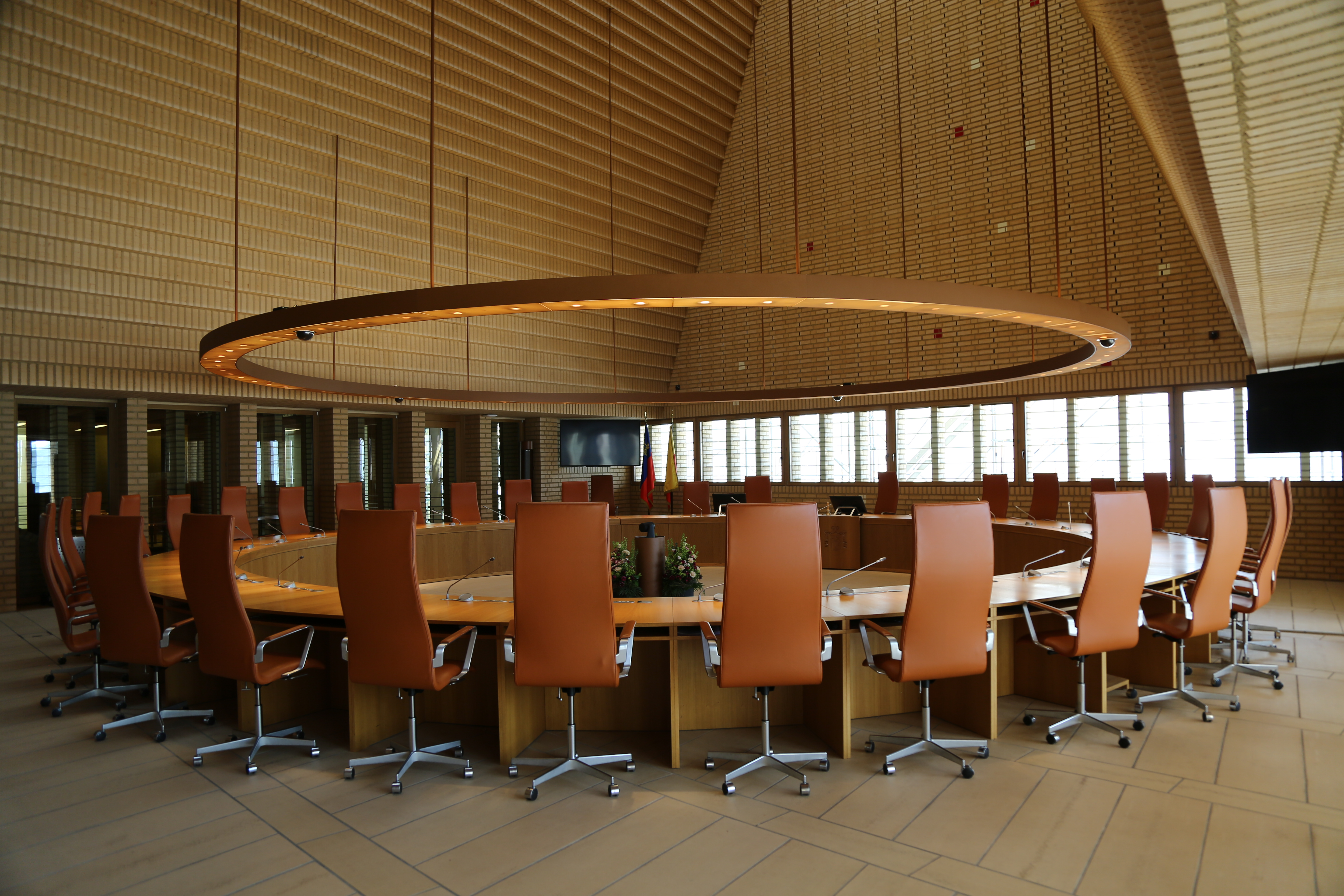
Plenarsaal im Hohen Haus

Der Landtag des Fürstentums Liechtenstein ist das Parlament des Fürstentums Liechtenstein und besteht aus 25 Abgeordneten in einer Kammer. Der Landtagspräsident und der Landtagsvizepräsident werden jeweils in der Eröffnungssitzung für das laufende Jahr gewählt.
Das Fürstentum Liechtenstein ist gemäss Verfassung «eine konstitutionelle Erbmonarchie auf demokratischer und parlamentarischer Grundlage». Der Landtag ist Vertretung und «Organ» des Volkes und als solcher berufen, dessen Rechte und Interessen wahrzunehmen. Sitz des Landtages ist das 2008 eröffnete Landtagsgebäude in Vaduz.

## Aktuelle Zusammensetzung
Bei den Landtagswahlen am 9. Februar 2025 gewann von den beiden regierenden Parteien nur die Vaterländische Union (VU) mit eine Plus von 2,4 Prozent der Stimmen leicht zu, wogegen die Fortschrittliche Bürgerpartei (FBP) einen Verlust von 8,4 Prozent und drei Mandaten im Landtag zu verkraften hatte. Die Demokraten pro Liechtenstein erzielten bei der Wahl mit 23,3 Prozent der Stimmen und einem Zuwachs von 12,2 Prozent das beste Ergebnis ihrer Geschichte und konnten damit ihre Mandate mehr als verdoppeln. Die kleine Oppositionspartei Freie Liste (FL) verlor leicht und hält nun nur noch zwei Sitze im Landesparlament. Die Wählergruppierung Die Unabhängigen (DU) trat nicht mehr an.
| Partei | Partei                              | Stimmen | Stimmen | Stimmen | Sitze  | Sitze |
| Partei | Partei                              | Anzahl  | %       | +/−     | Anzahl | +/−   |
| ------ | ----------------------------------- | ------- | ------- | ------- | ------ | ----- |
|        | Vaterländische Union (VU)           | 79'478  | 38,3    | +2,4    | 10     | 0     |
|        | Fortschrittliche Bürgerpartei (FBP) | 56'983  | 27,5    | −8,4    | 7      | −3    |
|        | Demokraten Pro Liechtenstein (DpL)  | 48'370  | 23,3    | +12,2   | 6      | +4    |
|        | Freie Liste (FL)                    | 22'549  | 10,9    | −2,0    | 2      | −1    |
| Summe  | Summe                               | 207'380 | 100,0   |         | 25     |       |

## Geschichte
Der Landtag als Institution wurde durch die absolutistische Verfassung von 1818 geschaffen. Die beiden Stände, die Geistlichkeit und die Gemeinden, erhielten das Recht auf eine Vertretung durch «Deputierte». Die Geistlichkeit wählte drei Pfarrherren in den Landtag. Die Gemeinden wurden durch die elf Gemeindevorsteher und die Säckelmeister (das heisst Gemeindekassiere) vertreten.
Der Ständelandtag wurde vom Fürsten einmal im Jahr zu einer Sitzung einberufen. Der Ständelandtag besass keinerlei Rechte; seine Funktion bestand ausschliesslich darin, dem jährlichen Steuererfordernis «dankbar» zuzustimmen.

### Verfassung von 1862
Die Geschichte des liechtensteinischen Parlamentarismus beginnt mit der konstitutionellen Verfassung von 1862. Der Landtag wurde nun zu einer echten Volksvertretung, die zum grössten Teil aus freien Wahlen hervorging.
Die Zahl der Abgeordneten wurde auf 15 verkleinert: drei Abgeordnete wurden vom Fürsten ernannt, zwölf vom Volk indirekt gewählt. Dabei wurden in jeder Gemeinde zunächst – von den allein wahlberechtigten Männern – auf je 100 Einwohner zwei Wahlmänner gewählt. Diese wählten dann ihrerseits in einer Wahlmännerversammlung die Abgeordneten.
Der Landtag besass nun Mitwirkungsrechte bei den Staatsaufgaben, zwar noch nicht bei allen, aber doch bei den wichtigsten. So besass er fortan das Recht zur Mitwirkung bei der Gesetzgebung, das Recht auf Zustimmung bei wichtigen Staatsverträgen, das Steuerbewilligungsrecht (Finanzhoheit), das Recht zur Kontrolle der Staatsverwaltung sowie das Recht zur Mitwirkung bei der Militäraushebung.

### Wahlkreise
Die beiden historischen Landschaften waren im Absolutismus beseitigt worden.
Obwohl die Untertanen mit zähem Widerstand daran festhielten, machte auch die Verfassung von 1862 die Schaffung eines Einheitsstaats nicht rückgängig. In den so genannten Münzwirren von 1877, bei denen sich die Unterländer energisch gegen die Einführung der Goldwährung wehrten, lebte der Konflikt erneut auf.
1878 wurde das Land in Anlehnung an die früheren Gerichtsgemeinden in zwei Wahlkreise eingeteilt: Im Wahlkreis Oberland waren neu sieben, im Wahlkreis Unterland fünf Abgeordnete zu wählen. Dazu ernannte der Fürst zwei Abgeordnete aus dem Oberland und einen aus dem Unterland. Die neue Verfassung von 1921 brachte die direkte Volkswahl; die Gesamtzahl von 15 Abgeordneten sowie das Verhältnis 60:40 zwischen Ober- und Unterland blieben gleich.
An diesem Verhältnis wurde auch bei der Erhöhung auf 25 Abgeordnete im Jahr 1988 festgehalten, obwohl dieses Verhältnis nicht den Einwohnerzahlen in den beiden Wahlkreisen entspricht.

### Verfassung von 1921

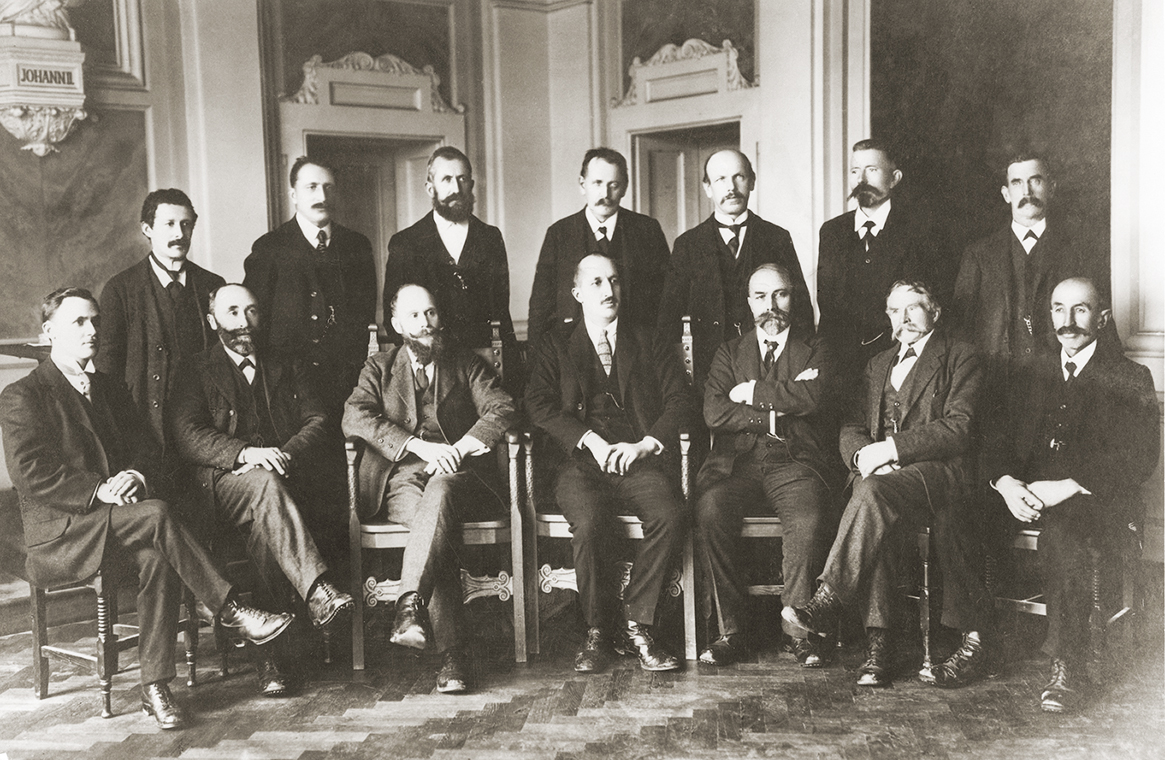
Der Landtag von 1921 mit dem Regierungschef

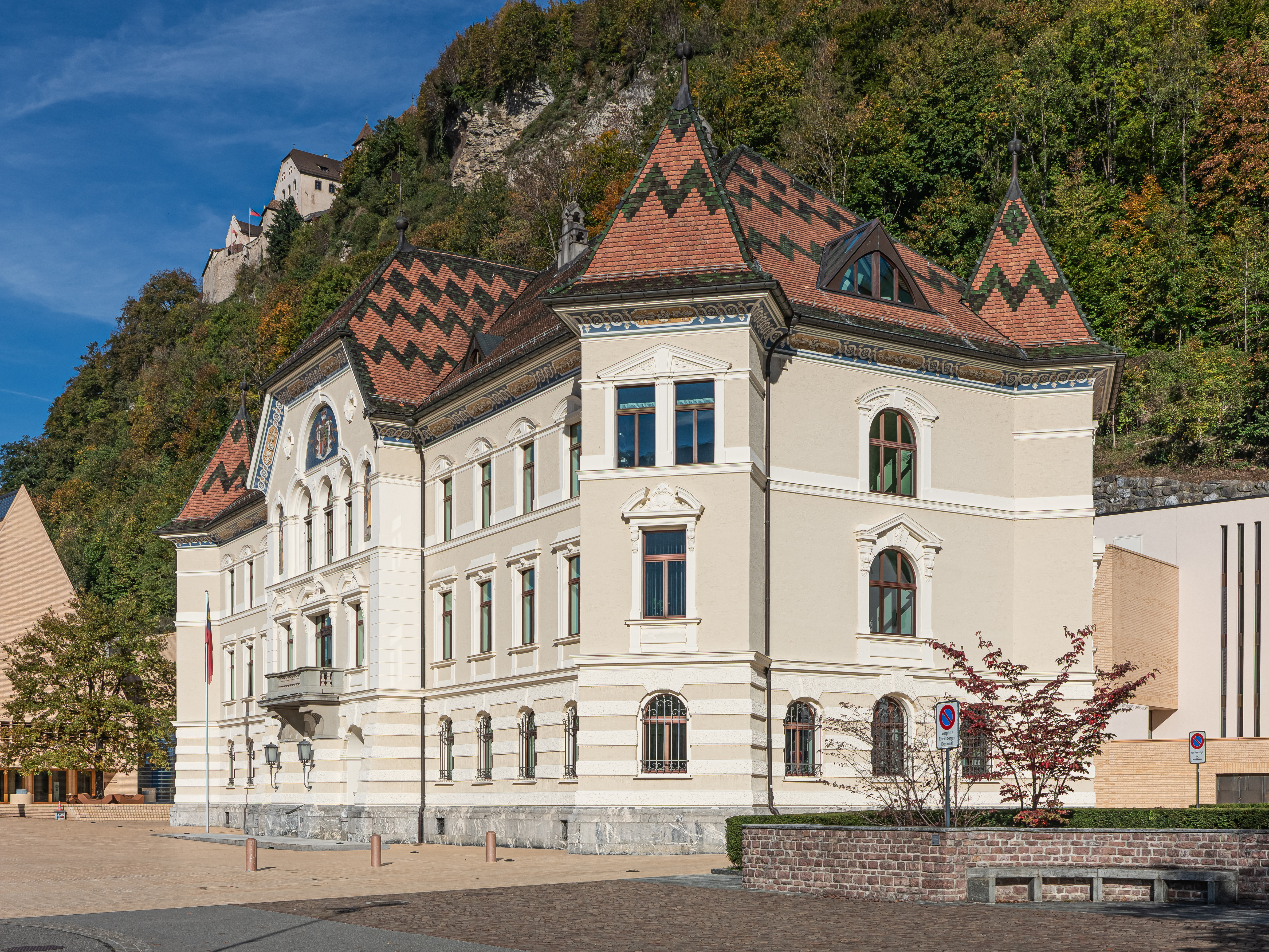
Regierungsgebäude, welches bis 2007 auch vom Landtag mit genutzt wurde

Mit der Verfassung von 1921 wurde der Staat Liechtenstein auf eine neue Grundlage gestellt. Das monarchische und das demokratische Prinzip stehen einander gleichwertig gegenüber. Viele staatliche Funktionen können seither nur ausgeübt werden, wenn verschiedene Staatsorgane zusammenwirken.
Grundlegend neu war im Vergleich zur Verfassung von 1862 der Gedanke, dass der Staat eine «demokratische und parlamentarische Grundlage» besitzt. Das Volk erhielt weitgehende direktdemokratische Rechte. Der Landesfürst verzichtete auf das Recht, drei Abgeordnete zu ernennen, das heisst, der Landtag wurde zu einer reinen Volksvertretung.
Die Rechte des Parlaments wurden bedeutend erweitert:
Die Regierung wird seither durch Zusammenwirken von Fürst und Landtag gebildet, wobei dem Landtag das Vorschlagsrecht zusteht. Neu war damals auch, dass der Landtag die Richter wählt.
Das geheime und direkte Wahlrecht wurde erst 1918 eingeführt. Seither werden die Abgeordneten vom Stimmvolk gewählt. Bis 1939 erfolgten die Wahlen nach dem Majorzwahlsystem. Unter dem Eindruck einer äusseren Bedrohung wurde kurz vor dem Zweiten Weltkrieg zwischen den verfehdeten Parteien Burgfrieden geschlossen, was den Wechsel zum Proporzwahlsystem bedingte.
Gleichzeitig wurde eine Sperrklausel von 18 Prozent im Wahlgesetz eingeführt, die extreme Kräfte aus dem Landtag fernhalten sollte. Diese Sperrklausel wurde 1962 vom Staatsgerichtshof aufgehoben, weil sie keine verfassungsmässige Grundlage hatte. 1973 wurde eine neue Sperrklausel von 8 Prozent in die Verfassung aufgenommen. Initiativen zur Abschaffung beziehungsweise zur Senkung dieser Sperrklausel scheiterten bisher.

## Aufgaben

### Gesetzgebung
Die vornehmste Aufgabe des Landtags besteht in der Mitwirkung an der Gesetzgebung. Ohne Landtag kann kein Gesetz erlassen oder abgeändert werden. Dem Landtag steht – neben dem Landesfürsten und dem Volk – das Recht der Verfassungs- und Gesetzesinitiative zu; in der Praxis werden die meisten Gesetzesvorlagen von der Regierung beziehungsweise deren Experten erarbeitet. Der Landtag kann Gesetzesvorlagen an die Regierung zurückweisen oder eigene Kommissionen zur Überarbeitung bilden.
Über jede Gesetzesvorlage findet zunächst eine Eintretensdebatte statt; dann folgen in der Regel eine zweimalige Lesung und eine Schlussabstimmung. In der Eintretensdebatte wird darüber entschieden, ob der Landtag überhaupt auf eine Vorlage eintreten will. In der ersten Lesung können Anregungen gemacht werden, die von der Regierung bis zur zweiten Lesung überprüft werden. In der zweiten Lesung wird über jeden einzelnen Artikel abgestimmt.
Zur Gültigkeit eines Gesetzes bedarf es ausser der Zustimmung des Landtags auch der Sanktion des Landesfürsten, der Gegenzeichnung des Regierungschefs und der Kundmachung im Landesgesetzblatt.
Jedes vom Landtag beschlossene, von ihm nicht als dringlich erklärte Gesetz und auch jeder von ihm genehmigte völkerrechtliche Vertrag unterliegt dem fakultativen Referendum.

### Staatsverträge
Staatsverträge, in denen über Staatshoheitsrechte verfügt wird, durch die eine neue Last übernommen wird oder die in die Rechte der Landesangehörigen eingreifen, müssen dem Landtag vorgelegt werden. Der Landtag kann einen von der Regierung unterzeichneten Staatsvertrag nicht abändern, sondern nur als Ganzes annehmen oder ablehnen.

### Finanzhoheit
Das Staatsbudget wird von der Regierung erstellt und vom Landtag verabschiedet. Dieser hat das Recht, einzelne Positionen abzuändern. Benötigt die Regierung im Laufe des Jahres für neue Aufgaben zusätzliches Geld oder werden einzelne Budgetpositionen überschritten, muss sie beim Landtag einen Nachtragskredit einholen. Bei Vorhaben, die mehrjährige finanzielle Verpflichtungen mit sich bringen, muss die Regierung den Landtag um einen Verpflichtungskredit ersuchen.

### Regierungsbildung
Eine zentrale Aufgabe des Landtags ist die Bildung einer funktionsfähigen Regierung. Der Landtag wählt zu Beginn seiner vierjährigen Mandatsperiode die Mitglieder der Regierung, wobei diese Wahl formal nur einen Ernennungsvorschlag zuhanden des Landesfürsten darstellt. Dieser hat kein freies Ernennungsrecht, sondern ist an einen Vorschlag des Landtags gebunden. Umgekehrt kann der Landtag beim Landesfürsten die Amtsenthebung von Regierungsmitgliedern beantragen, falls er das Vertrauen in diese verliert. Die Regierung benötigt während ihrer gesamten Amtsdauer das Vertrauen des Landtags.

### Wahlgeschäfte

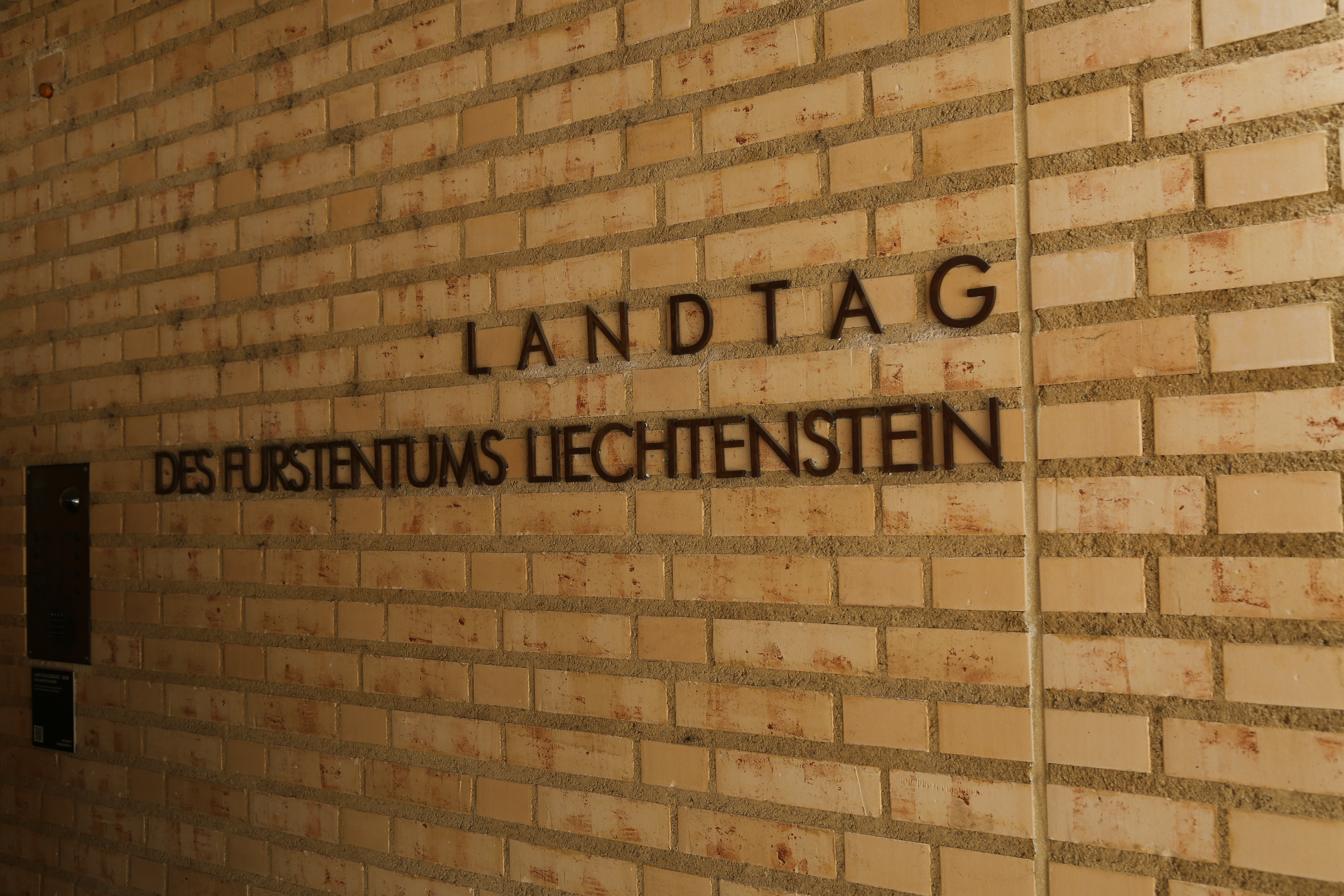
Beschriftung beim Eingang

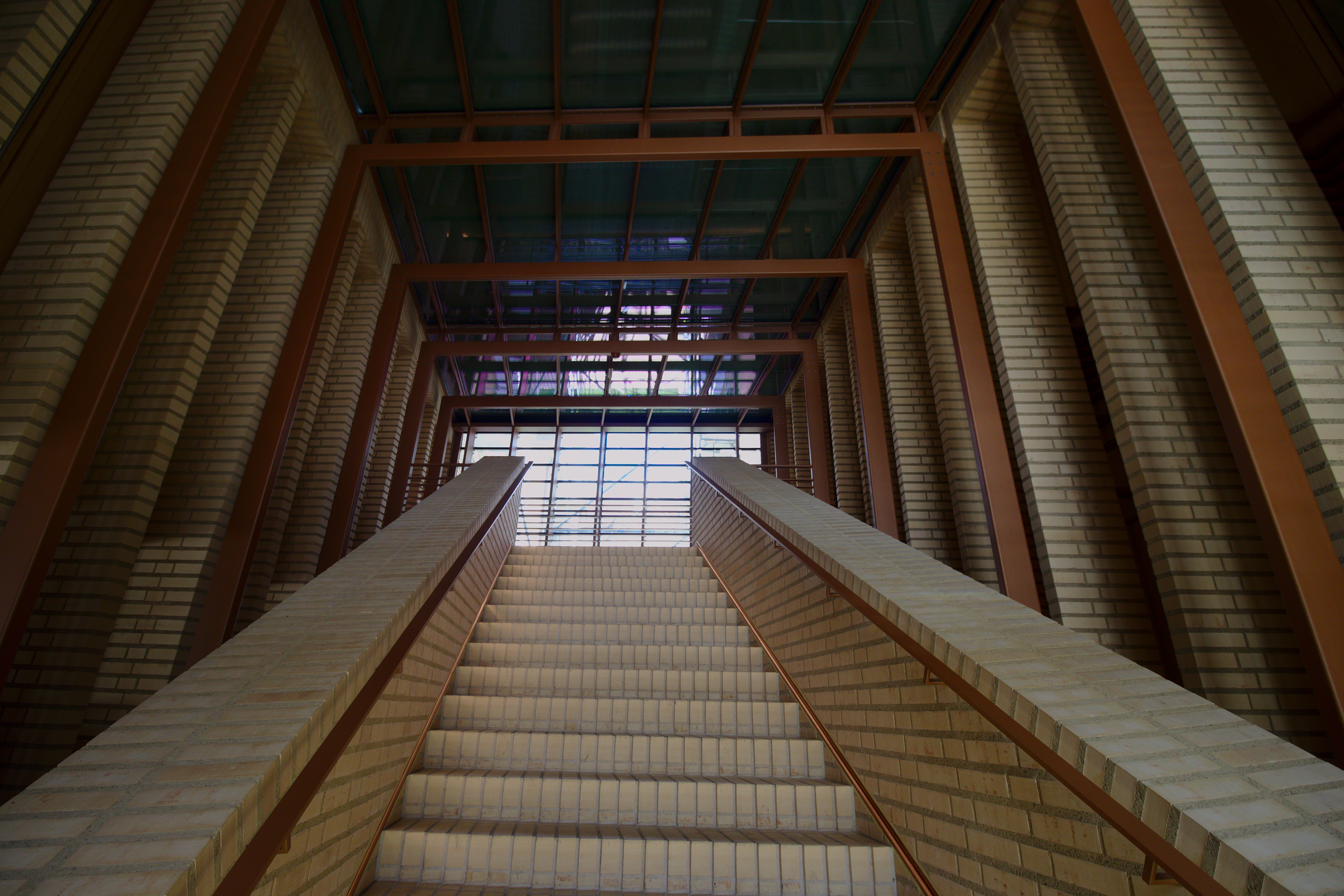
Aufgang ins Obergeschoss des Hohen Hauses

Der Landtag ist zuständig für verschiedene Wahlgeschäfte: So wählt er ausser der Regierung auch die Verwaltungs- und Aufsichtsräte der staatlichen Anstalten, die Mitglieder einzelner Kommissionen sowie den Stiftungsrat der Staatlichen Kunstsammlung.
Die Wahl der Richter bei den Zivil- und Strafgerichten erfolgt durch ein vom Landtag und dem Landesfürsten gemeinsam bestelltes Gremium. In diesem Gremium hat der Landesfürst den Vorsitz und den Stichentscheid. Der Landtag und der Landesfürst können in dieses Gremium gleich viele Mitglieder berufen. Der Landtag entsendet dabei je einen Abgeordneten von jeder im Landtag vertretenen Wählergruppe. Die Regierung entsendet das für die Justiz zuständige Regierungsmitglied. Die Beratungen des Gremiums sind vertraulich. Kandidaten können nur mit Zustimmung des Landesfürsten vom Gremium dem Landtag empfohlen werden. Wählt der Landtag den empfohlenen Kandidaten, dann wird dieser vom Landesfürsten zum Richter ernannt. Lehnt der Landtag den vom Gremium empfohlenen Kandidaten ab und lässt sich innerhalb von vier Wochen keine Einigung über einen neuen Kandidaten erzielen, dann hat der Landtag einen Gegenkandidaten vorzuschlagen und eine Volksabstimmung anzuberaumen. Im Fall einer Volksabstimmung sind auch die wahlberechtigten Landesbürger berechtigt, unter den Bedingungen einer Initiative Kandidaten zu nominieren.

### Kontrollfunktion
Der Landtag hat das Recht und die Aufgabe, die gesamte Staatsverwaltung einschliesslich der Justizverwaltung zu kontrollieren. Mit dieser Aufgabe beauftragt der Landtag einerseits die Geschäftsprüfungskommission, andererseits nimmt er diese Funktion mit der Behandlung der jährlichen Rechenschaftsberichte der Behörden sowie der Landesrechnung auch direkt wahr. Ausserdem können die Abgeordneten schriftliche und mündliche Fragen zu jedem Bereich der Landesverwaltung an die Regierung stellen. Ein starkes Kontrollinstrument sind die Untersuchungskommissionen, die aus konkretem Anlass bestellt werden.

### Artikulationsfunktion
Ein wesentlicher Bestandteil der parlamentarischen Arbeit besteht in der öffentlichen Diskussion über die besseren politischen Argumente. Sie dient der Meinungsbildung und der Entscheidungsfindung.

## Rechte

### Rechte des Volks
Das Volk besitzt nicht nur das Recht, den Landtag zu wählen; mit einer Initiative könnte es auch die Einberufung des Landtags oder eine Volksabstimmung über seine Auflösung erzwingen. Mit dem Referendumsrecht haben die Stimmberechtigten die Möglichkeit, Landtagsbeschlüsse einer Volksabstimmung zuzuführen.
Bei Gesetzes- und Finanzbeschlüssen müssen 1000 Stimmberechtigte ein Referendumsbegehren unterschreiben, damit es zustande kommt, bei Verfassungsänderungen und Staatsverträgen 1500. Allerdings hat der Landtag die Möglichkeit, Gesetzes- und Verfassungsänderungen sowie Finanzbeschlüsse als dringlich zu erklären und damit ein Referendum auszuschliessen.

### Rechte des Fürsten

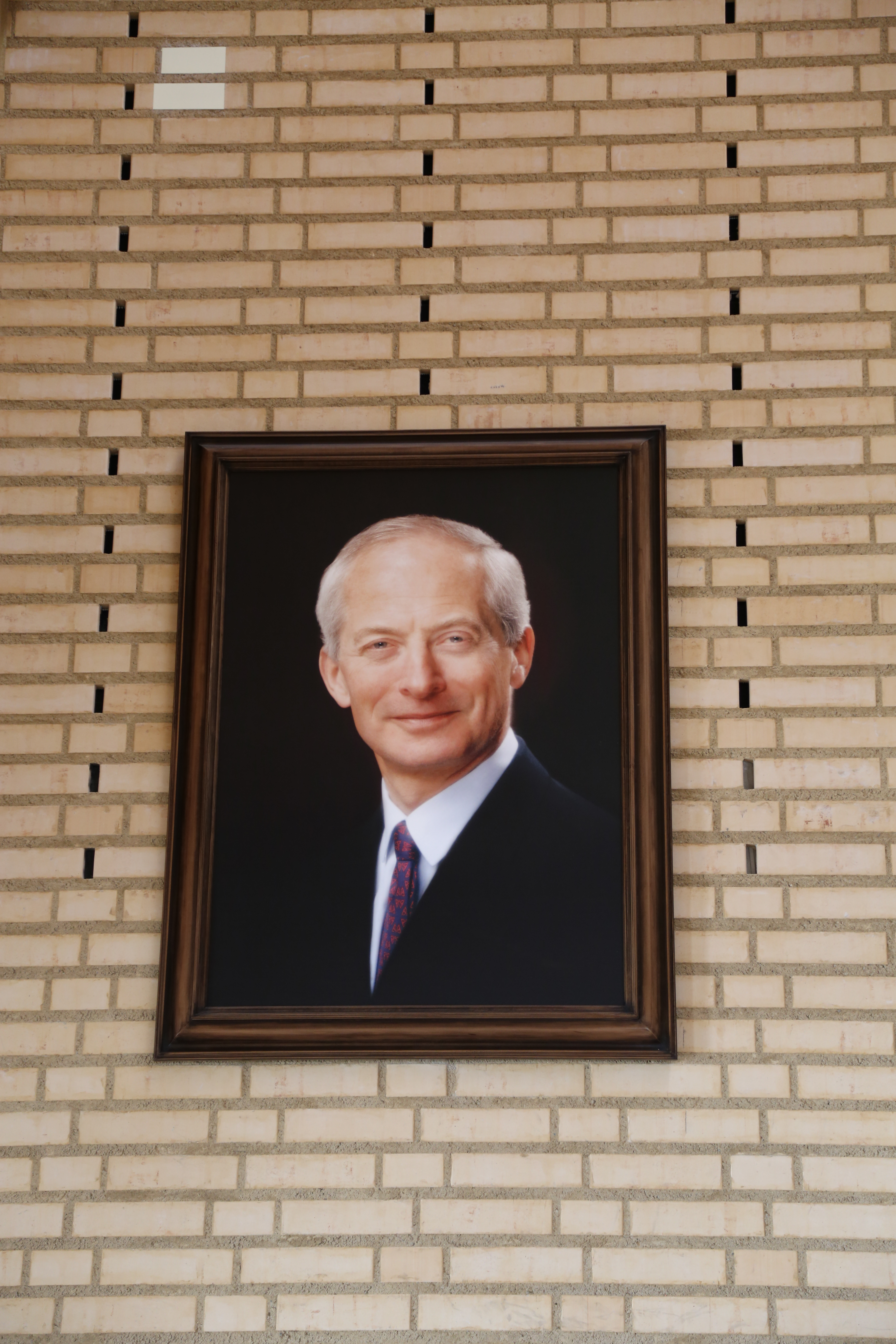
Portrait von Fürst Hans-Adam II. im Plenarsaal des Landtags

Der Landesfürst besitzt verschiedene Möglichkeiten, um auf die Beschlüsse des Landtags, aber auch auf dessen Existenz überhaupt Einfluss zu nehmen. Jedes Gesetz bedarf der Zustimmung des Fürsten (Sanktion), ebenso die Finanzbeschlüsse. Von seinen Rechten macht der Fürst erst nach Ablauf der Referendumsfrist – oder allenfalls nach dem positiven Ausgang einer Volksabstimmung – Gebrauch.
Dem Fürsten steht das Recht zu, unbeschadet der erforderlichen Mitwirkung der Regierung, den Staat nach aussen zu vertreten. Staatsverträge, durch die Staatshoheits- oder Volksrechte beeinträchtigt werden oder die neue Lasten mit sich bringen, unterliegen der Zustimmung des Landtags.
Der Landesfürst besitzt das Recht, den Landtag zu Beginn des Jahres einzuberufen und am Ende eines Jahres zu schliessen. Ohne diese ordentliche Einberufung besitzt der Landtag während des Jahres kein Selbstversammlungsrecht. Während des Jahres kann der Landesfürst den Landtag aus erheblichen Gründen auf höchstens drei Monate vertagen oder auflösen.

## Organisation

### Plenum
Der liechtensteinische Landtag besteht aus 25 Abgeordneten. Er übt seine Rechte in den Sitzungen des Gesamtlandtags aus. Auch die Detailberatung von Gesetzen erfolgt in der Regel im Plenum. Er wird deshalb als «Redeparlament» charakterisiert. Im Vergleich zu anderen Parlamenten werden wenige Aufgaben an Kommissionen delegiert. Soweit Kommissionen gebildet werden, kommt diesen weitgehend nur die Aufgabe zu, bestimmte Geschäfte für den Gesamtlandtag vorzubereiten und entsprechende Anträge zu formulieren.

### Abgeordnete

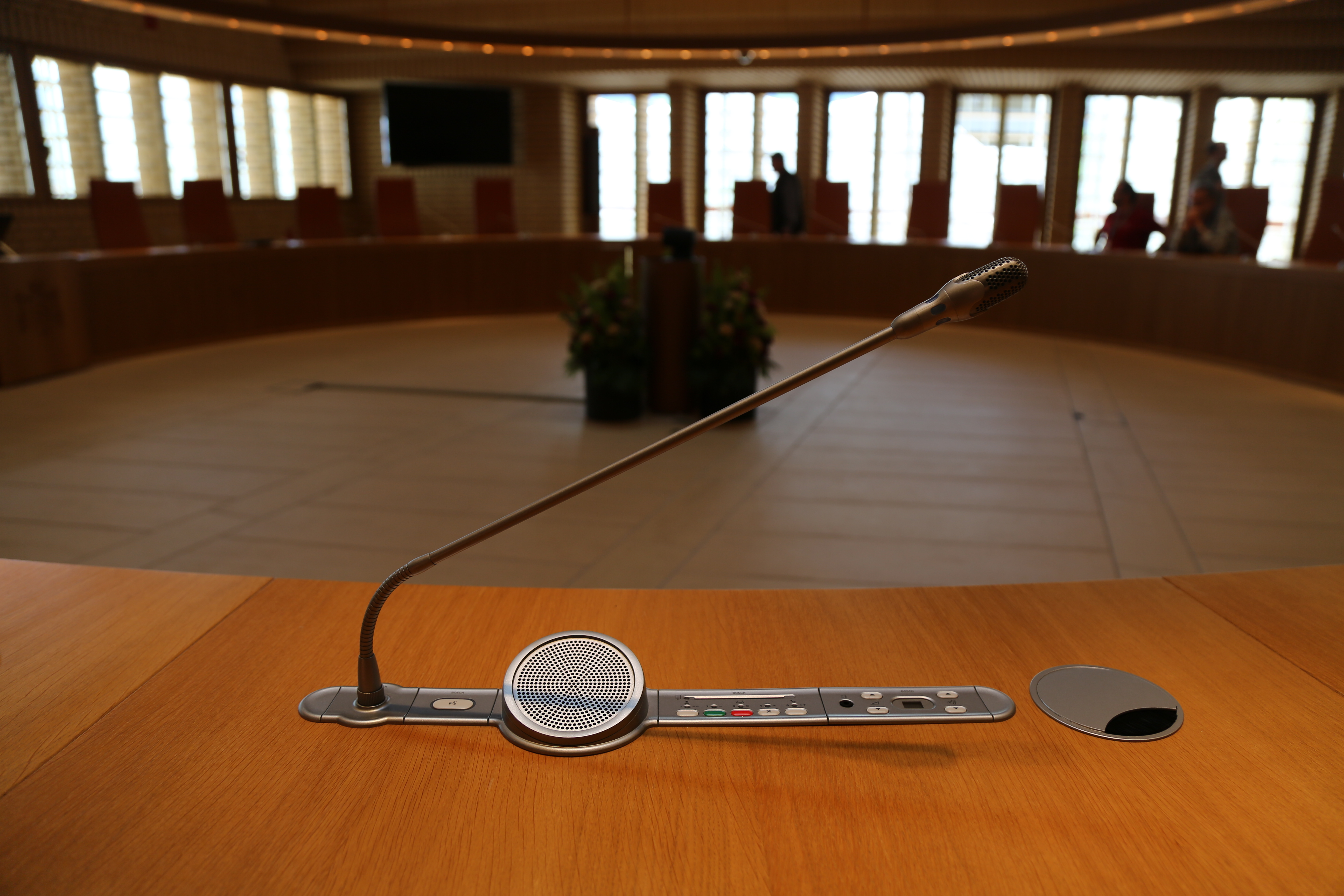
Trotz der ausgezeichneten Akustik ist der Plenarsaal mit Mikrofonen ausgestattet

Alle Abgeordneten sind Milizparlamentarier; sie üben ihr Mandat neben ihrem Beruf aus. Sie erhalten eine Jahresentschädigung sowie ein Taggeld. Für Vorbereitungsarbeiten erhalten sie pro Sitzungstag ein Entgelt.
Abgeordnete können für ihre Äusserungen im Parlament nicht rechtlich belangt werden. Sie geniessen insofern Immunität, als sie während der Sitzungsperiode nur mit Zustimmung des Landtags verhaftet werden dürfen.

### Landtagspräsident
Der Landtagspräsident und der Landtagsvizepräsident werden jeweils in der Eröffnungssitzung für das laufende Jahr gewählt. Der Landtagspräsident beruft die Sitzungen während des Jahres ein; er leitet die Sitzungen und vertritt den Landtag nach aussen. Der Landtagsvizepräsident vertritt ihn im Verhinderungsfall.

### Ständige Kommissionen
In der Eröffnungssitzung wählt der Landtag drei ständige Kommissionen für das laufende Jahr: die Aussenpolitische Kommission, die Finanzkommission und die Geschäftsprüfungskommission. Entscheidungskompetenzen hat lediglich die Finanzkommission, indem sie über gewisse Finanzgeschäfte (etwa Bodenkäufe) entscheiden kann. Alle ständigen Kommissionen bestehen aus fünf Abgeordneten.

### Besondere Kommissionen
Gemäss Geschäftsordnung kann der Landtag auch besondere Kommissionen bestellen. Diese können aus drei oder fünf Abgeordneten bestehen. Ihre Funktionsdauer endet mit der Erledigung des Auftrags, spätestens jedoch mit Ablauf der Mandatsperiode. Aufgabe der besonderen Kommissionen ist es, einzelne Gesetze oder auch andere Geschäfte vorzubereiten und dem Gesamtlandtag entsprechend Antrag zu stellen. Die EWR-Kommission überprüft vorgesehene EWR-Rechtsvorschriften darauf, ob sie der Zustimmung des Landtags bedürfen.
Untersuchungskommissionen sind als starkes Minderheitenrecht ausgestaltet: Auf Antrag von nur sieben Abgeordneten ist der Landtag verpflichtet, eine Untersuchungskommission zu bestellen.

### Parlamentarische Delegationen
Zu Beginn einer Mandatsperiode wählt der Landtag die Delegationen zu den internationalen Parlamentariergremien, bei denen er mitwirkt. Das sind jeweils zwei Delegierte und zwei Stellvertreter für die Parlamentarische Versammlung des Europarats; die EFTA/EWR-Parlamentarier-Komitees und das Gemeinsame EWR-Parlamentarier-Komitee; die Parlamentarische Versammlung der OSZE sowie vier Delegierte für die Interparlamentarische Union (IPU) und vier Delegierte für die Internationale Parlamentarische Bodensee-Konferenz (IPBK).
Die Wahl dieser Delegationen erfolgt für die gesamte Mandatsperiode, das heisst auf vier Jahre.

### Landtagsbüro

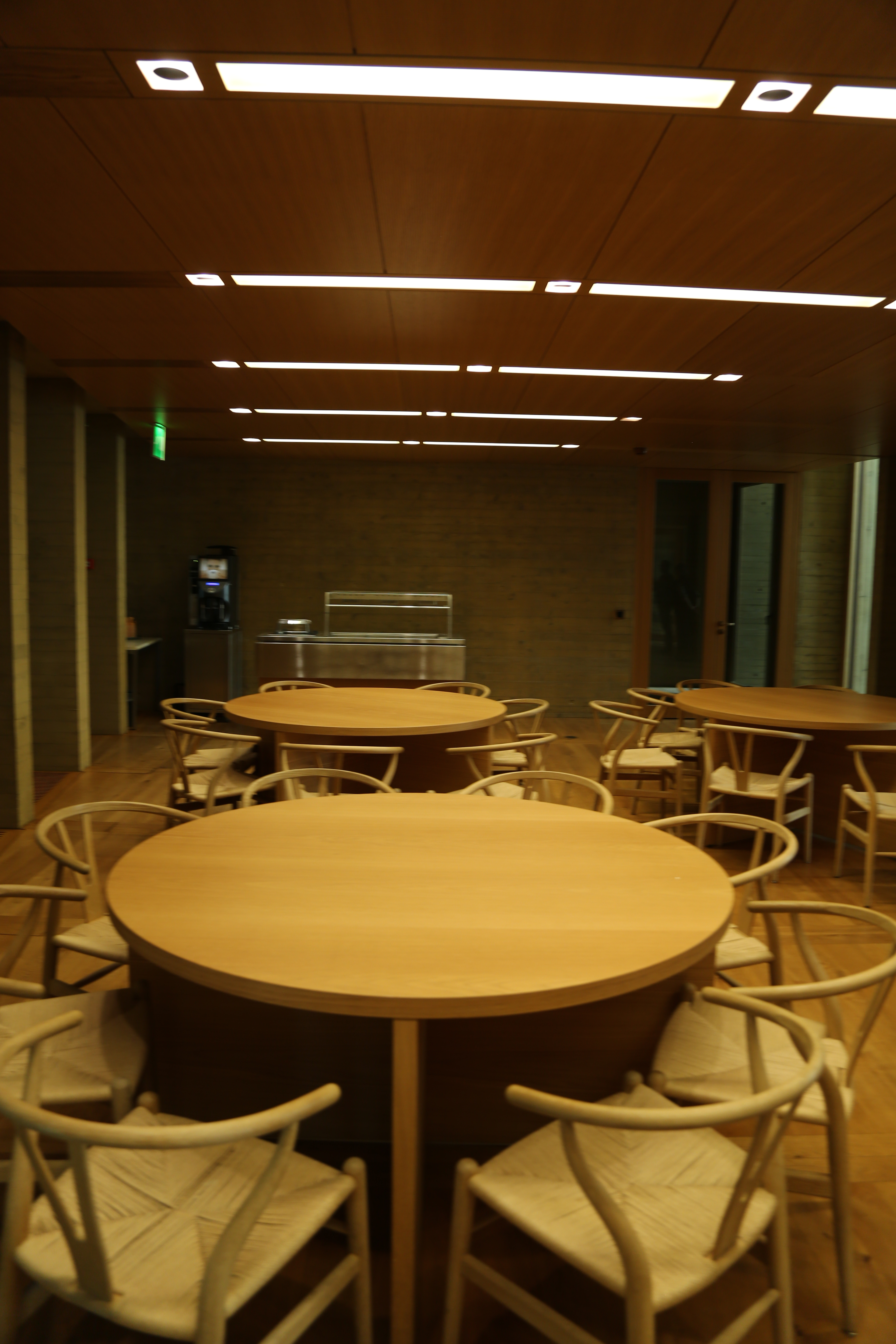
Für Pausen steht den Landtagsabgeordneten eine Cafeteria zur Verfügung

Das Landtagsbüro besteht aus: Landtagspräsident, Landtagsvizepräsident und den Fraktionssprechern. Der Landtagssekretär gehört ihm mit beratender Stimme an. Das Landtagsbüro berät den Präsidenten, insbesondere bei der Erstellung der Tagesordnung für die Landtagssitzungen; es erstellt das Budget des Landtags und entscheidet über die Anstellung von Personal für das Landtagssekretariat.

### Schriftführer
In der Eröffnungssitzung eines jeden Jahres wählt der Landtag zwei Schriftführer. Sie amtieren als Stimmenzähler.

### Parlamentsdienst
Der Parlamentsdienst besteht aus dem Landtagssekretär, seinem Stellvertreter und mehreren Mitarbeiterinnen und Mitarbeitern. Die Hauptaufgaben des Parlamentsdienstes sind das Erstellen der Protokolle der Landtags- und Kommissionssitzungen, die Unterstützung des Präsidenten, der Abgeordneten, der Kommissionen und der parlamentarischen Delegationen sowie die Beschaffung von Informationen für die Abgeordneten. Ausserdem ist er im Allgemeinen zuständig für die Verlesung der Vorlagen im Plenum. Der Landtagssekretär und sein Stellvertreter werden vom Landtag in öffentlicher Sitzung gewählt.

### Fraktionen
Die Fraktionen bilden die Brücke zwischen den Parteien und den Abgeordneten: Bevor ein Geschäft im Landtag behandelt wird, treffen sich die Abgeordneten zu parteiinternen Fraktionssitzungen. Diese dienen der gemeinsamen Meinungsbildung. Ein Fraktionszwang ergibt sich daraus nicht, wohl aber eine gewisse Fraktionsdisziplin. Die Meinung der Fraktion wird im Landtag durch den Fraktionssprecher bekannt gegeben. Die Fraktionen haben Anspruch auf einen eigenen Sitzungsraum. Zur Bildung einer Fraktion bedarf es mindestens dreier Abgeordneter.

### Landesausschuss
Der Landesausschuss wahrt die Rechte des Gesamtlandtags, wenn der Landtag nicht versammelt ist und deswegen seine Funktionen nicht wahrnehmen kann (das heisst von der Schliessung am Ende eines Jahres bis zur Wiedereröffnung zu Beginn des folgenden Jahres oder im Falle einer Vertagung oder Auflösung des Landtags). Der Landesausschuss besteht aus dem Landtagspräsidenten und vier weiteren Abgeordneten, wobei die beiden Landschaften gleichmässig zu berücksichtigen sind. Der Landesausschuss kann keine bleibende Verbindlichkeit für das Land eingehen.

### Geschäftsordnung
Die Aufgaben und die Arbeitsweise des Landtags sind in der Verfassung und in der Geschäftsordnung geregelt.

## Landtagswahlen

### Wahlkreise
Die 25 Abgeordneten werden in zwei Wahlkreisen gewählt. Im Wahlkreis Oberland sind 15, im Wahlkreis Unterland 10 Abgeordnete zu wählen.

### Proporzwahlverfahren, Wahlberechtigte

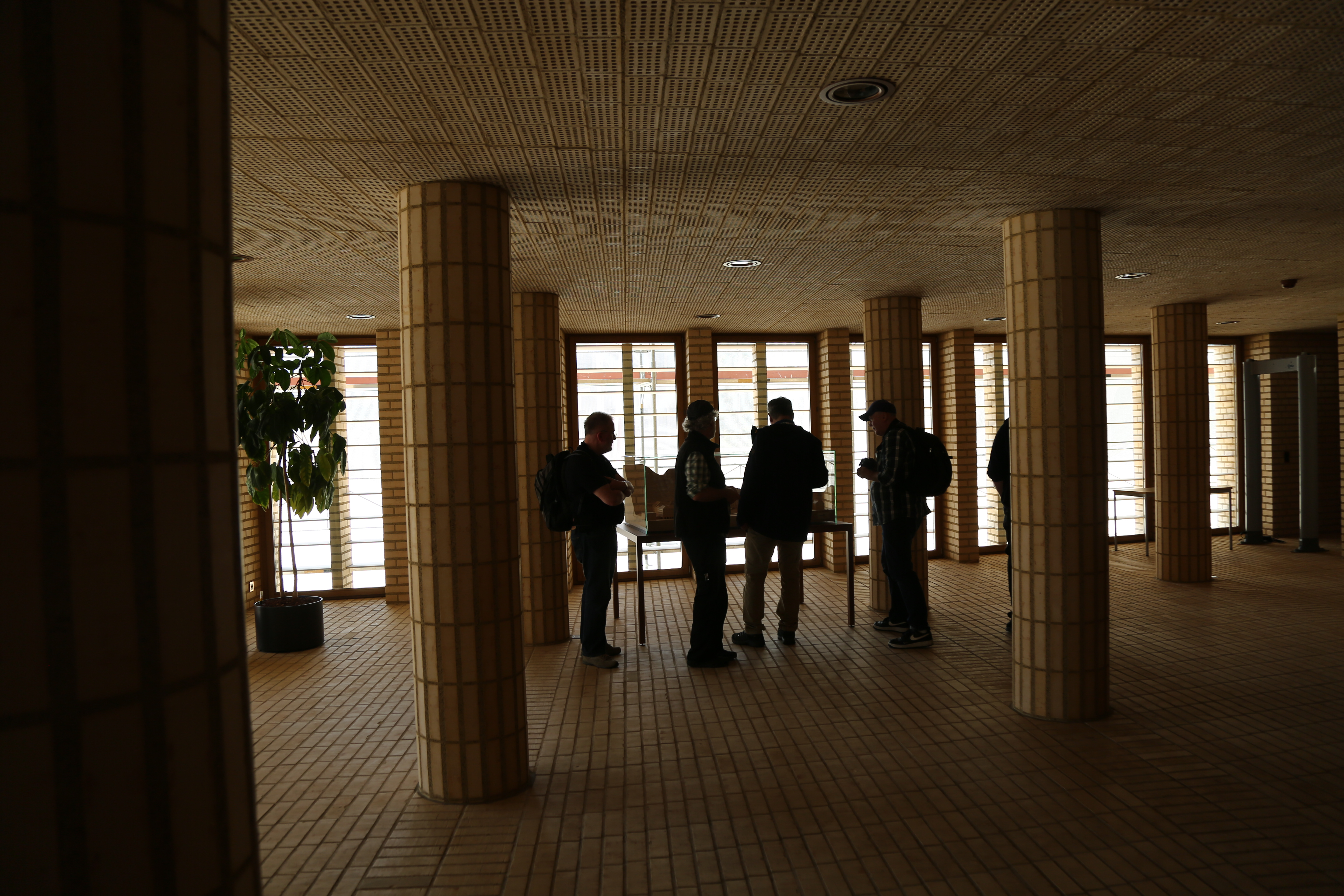
Säulenhalle im Eingangsbereich des Hohen Hauses

Das Wahlverfahren ist allgemein, geheim, gleich und direkt. Wahlberechtigt sind seit 1984 alle Landesangehörigen, die mindestens 18 Jahre alt sind und im Land wohnen:
Das Frauenstimmrecht wurde in Liechtenstein im Jahre 1984 im Rahmen eines Referendums beschlossen und eingeführt, nachdem 1971 und 1973 entsprechende Abstimmungen gescheitert waren.
Gewählt wird nach dem Verhältniswahlsystem: Die Mandate werden im Verhältnis der von einer Partei (beziehungsweise deren Kandidaten) in einem Wahlkreis insgesamt erzielten Stimmen zunächst auf die Parteien verteilt. Innerhalb der Partei gelten dann jene Kandidaten als gewählt, die am meisten Stimmen erreicht haben.

### Sperrklausel
Bei der Mandatszuteilung werden nur jene Parteien berücksichtigt, die landesweit mindestens 8 Prozent der Stimmen erreicht haben.

### Mandatsdauer
Die Mandatsdauer beträgt vier Jahre. Gemäss Verfassung finden die ordentlichen Landtagswahlen jeweils im Februar oder März des vierten Jahres statt.

### Stellvertretende Abgeordnete
Eine liechtensteinische Besonderheit bildet die Wahl von stellvertretenden Abgeordneten. Auf jeweils drei Mandate, die eine Partei in einem Wahlkreis erzielt, steht ihr ein stellvertretender Abgeordneter zu. Jede Partei, die im Landtag vertreten ist, hat aber auf jeden Fall Anspruch auf einen stellvertretenden Abgeordneten, so dass kleine Parteien von der Stellvertreterregelung nicht ausgeschlossen sind. Die Funktion der stellvertretenden Abgeordneten besteht vor allem darin, die Mehrheitsverhältnisse im Parlament für den Fall zu sichern, dass ein Abgeordneter an der Teilnahme an einer Landtagssitzung verhindert ist. Stellvertretende Abgeordnete sind nicht in Landtagskommissionen wählbar, können aber in parlamentarische Delegationen bei internationalen Organisationen gewählt werden. Diese Regelung erfolgte vor allem im Hinblick auf die Arbeitsbelastung der Abgeordneten.

### Vertretung der Frauen

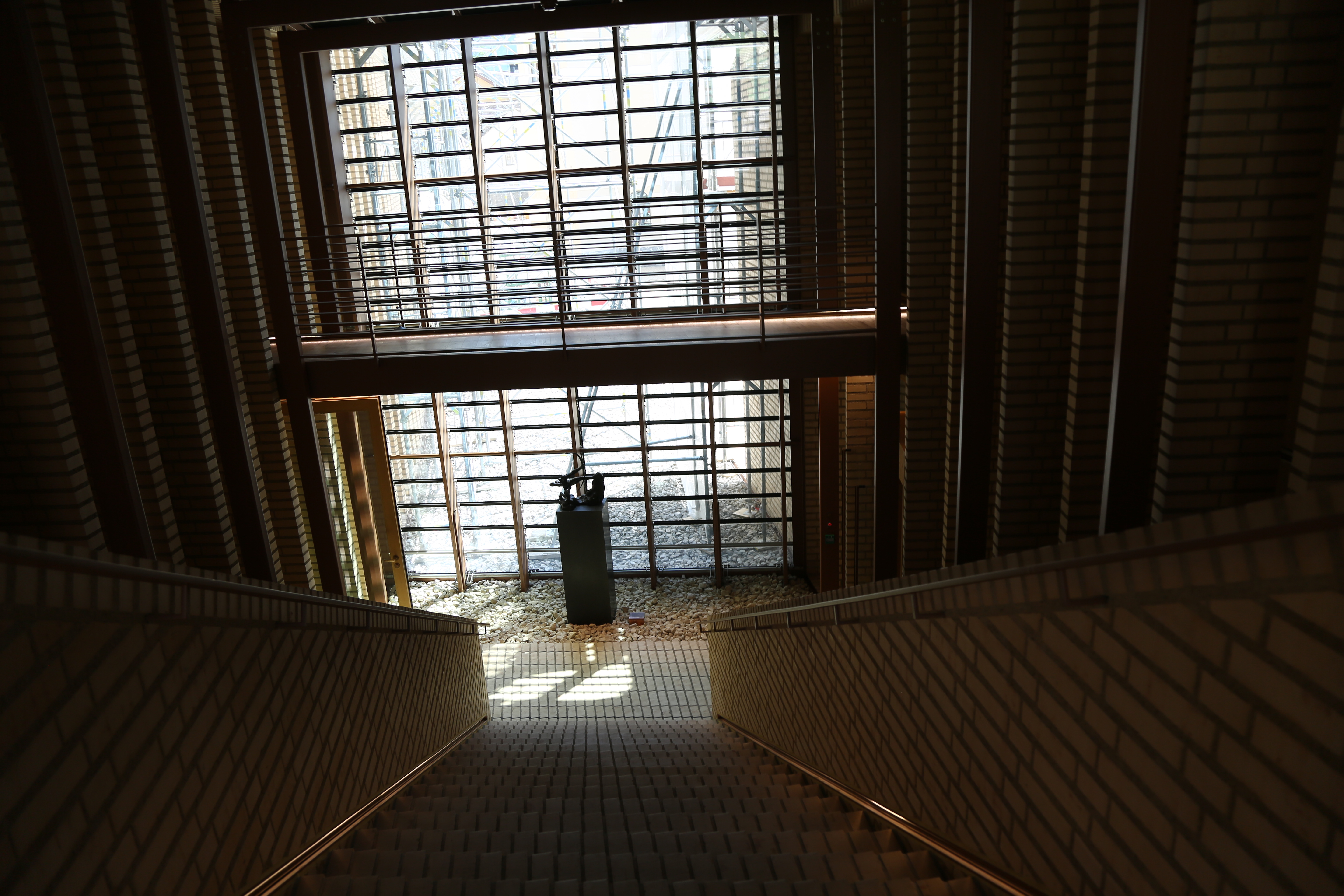
Treppenabgang im Hohen Haus

Liechtenstein führte per 1. Juli 1984 als letztes Land Europas das Frauenstimm- und -wahlrecht ein.
Frauen haben es nach wie vor schwer, in den Landtag gewählt zu werden. 1986 wurde erstmals eine Frau gewählt. 1993 schafften es zwei Frauen; von 1997 bis 2001 gab es nur noch eine weibliche ordentliche Abgeordnete im Landtag. Bei den Wahlen 2005 wurden sechs Frauen in den Landtag gewählt. Unter den zurzeit insgesamt acht stellvertretenden Abgeordneten ist eine Frau.

### Zahl der Parteien
Die Bildung der ersten Parteien erfolgte im Jahr 1918. Zunächst waren nur die Fortschrittliche Bürgerpartei (FBP) und die Vaterländische Union (VU) im Landtag vertreten. Die Wahlen führten seit der Einführung des Verhältniswahlrechts mit einer 18-Prozent-Sperrklausel (seit 1939, Sperrklausel bis 1962) in der Regel zu sehr knappen Mehrheitsverhältnissen, was lange Zeit zur Bildung von Koalitionsregierungen führte (1938–1997, wieder seit 2005), 1993 überwand mit der Freien Liste (FL) erstmals eine dritte Partei seit der Einführung der neuen Sperrklausel von 8 Prozent (1973) die «Hürde» und schaffte den Einzug in den Landtag. 2013 zogen Die Unabhängigen (du) als weitere Partei mit 15,3 Prozent der Stimmen und vier Mandaten in den Landtag ein, was die Stimmberechtigten 2017 mit 18,4 Prozent der Stimmen und fünf Mandaten bestätigten.

### Stimmbeteiligung
Die Stimmbeteiligung liegt in Liechtenstein traditionell sehr hoch. Bei den Landtagswahlen am 11. Februar 2001 betrug sie 86,7 Prozent, 2005 immer noch 86,5 Prozent. Bei den folgenden Landtagswahlen sank die Stimmbeteiligung allerdings weiter kontinuierlich: 2009: 84,6 Prozent, 2013: 79,8 Prozent, 2017: 77,8 Prozent und 2021 78,0.

## Wahlergebnisse
Die folgende Grafik zeigt die Wahlergebnisse seit der ersten Anwendung des Verhältniswahlsystems 1945. 1953 und 1993 fanden jeweils zwei Wahlen statt.